# Элроза (город, Миннесота)
Элроза (англ. Elrosa) — город в округе Стернс, штат Миннесота, США. На площади 0,3 км² (0,3 км² — суша, водоёмов нет), согласно переписи 2002 года, проживают 166 человек. Плотность населения составляет 502,3 чел./км².
- Телефонный код города — 320
- Почтовый индекс — 56325
- FIPS-код города — 27-19088[1]
- GNIS-идентификатор — 0643318[2]